# Seoul International Drama Award
I Seoul International Drama Award (서울 국제 드라마 어워즈?, Seoul gukje drama awardsLR), anche conosciuti come SDA, sono un riconoscimento televisivo presentato annualmente a Seul dal 2006.

## Vincitori

### Gran premio
- 2008:  Desaparecida
- 2009:  Zhongguo wangshi (中国往事)[1][2]
- 2010:  Shoe-shine Boy (擦鞋童シューシャインボーイ)[3]
- 2011:  San Guo (三國)[4]
- 2012:  Puri gip-eun namu (뿌리 깊은 나무?)[5]
- 2013:  Prisoners of War (חטופים‎) seconda stagione[6][7]
- 2014:  Kaboul Kitchen seconda stagione[8][9][10]
- 2015:  Nackt unter Wölfen[11][12][13]
- 2016:  The Night Manager

### Premi ai programmi
Ai vincitori viene dato il "Premio uccello d'oro", mentre ai secondi classificati il "Premio uccello d'argento".

#### Miglior film TV
- 2006:  Kaikyō wo wataru violin (海峡を渡るバイオリン). Secondo posto:  What Shall We Expect Tomorrow?
- 2007:  Nanjang-iga sso-a-ollin jag-eun gong (난장이가 쏘아올린 작은 공?). Secondo posto:  Prime Suspect: The Final Act
- 2008:  Dévastation. Secondo posto:  Tasmine kobra (تصمیم کبری)
- 2009:  The Englishman's Boy. Secondo posto:  The Shopping Trip[1][2]
- 2010:  The Summit. Secondo posto:  The Day of the Triffids[3]
- 2011:  Schicksalsjahre. Secondo posto:  When Harvey Met Bob[4]
- 2012:  Homevideo. Secondo posto:  La Mer à l'aube[5]
- 2013:  Le Métis de Dieul. Secondo posto:  Bruchim Habayim ve... Mishtatfim Betzaarchem[6][14]
- 2014:  Descalç sobre la terra vermella. Secondo posto:  Ettor och nollor[9][10]
- 2015:  La gemella perfetta (The Good Sister)[13]
- 2016:  Ne m'abandonne pas. Secondo posto:  Sabena (סבנה‎)

#### Miglior miniserie
- 2006:  Nae ireum-eun Kim Sam-soon. Secondo posto:  Shouwang xingfu (守望幸福),  Sekai no chūshin de, ai o sakebu (世界の中心で、愛をさけぶ)
- 2007:  Nodame Cantabile. Secondo posto:  I Tudors
- 2008:  Ella Blue. Secondo posto:  Skins
- 2009:  Maria. Secondo posto:  Beethoven Virus (베토벤 바이러스?)[1][2]
- 2010:  Chuno (추노?). Secondo posto:  Jin[3]
- 2011:  Luther. Secondo posto:  I pilastri della Terra[4]
- 2012:  Grandi speranze. Secondo posto:  Sherlock seconda stagione[5]
- 2013:  Generation War. Secondo posto:  Halvbroren[6][14]
- 2014:  Mammon. Secondo posto:  Good Doctor (굿 닥터?)[9][10]
- 2015:  Misaeng (미생?)[13]
- 2016:  Deutschland 83. Secondo posto:  Mr. Robot

#### Miglior serie drammatica
- 2006:  Qiao jia da yuan (喬家大院). Secondo posto:  Haesin (해신?)
- 2007:  Woxinchangdan (卧薪尝胆). Secondo posto:  Remember When
- 2008:  Hero Without a Name. Secondo posto:  Hwanggeum sinbu (황금신부?)
- 2009:  Namja i-yagi (남자이야기?). Secondo posto:  El cartel de los sapos[1][2]
- 2010:  Seondeok yeo-wang (선덕여왕?). Secondo posto:  I misteri di Murdoch terza stagione[3]
- 2011:  Iubire si onoare. Secondo posto:  Passione[4]
- 2012:  Gongju-ui namja (공주의 남자?). Secondo posto:  Il socio[5]
- 2013:  Gran Hotel seconda stagione. Secondo posto:  Chujeokja (추적자?)[6][14]
- 2014:  Gi hwanghu (기황후?). Secondo posto:  Medcezir[9][10]
- 2015:  Jikulumessu[13]
- 2016:  Yungnyong-i nareusya (육룡이 나르샤?). Secondo posto:  Bixue shuxiang meng (碧血书香梦)

#### Miglior serie giovanile
- 2007:  Perché a me?. Secondo posto:  Jump 2
- 2008:  Jungle Fish (정글피쉬?). Secondo posto:  Ballet Shoes

#### Miglior commedia
- 2016:  Baskets

#### Premio speciale
- 2007:  Irumbukkai Mayavi (இரும்புக்கை மாயாவி). Secondo posto:  Khala - Word of Honor,  Maalaala mo kaya, episodio Rehas
- 2008:  The Tutor. Secondo posto:  Raaz hai een khana (رازهای این خانه)
- 2009:  Token,  Dou zhizhu (斗蜘蛛,  Eva Fonda[1][2]
- 2010:  Ghost seconda stagione,  Pavitra rishta (पवित्र रिश्ता),  Nasaan ka, Elisa?[3]
- 2011:  Oqaab chaar (سریال عقاب ۴,قسمت اول‎),  The Amazing Extraordinary Friends quinta stagione,  Oduvanchik (одуванчик)[4]
- 2012:  Maalaala mo kaya, episodio Kamaó,  Ezel,  Ballada o bombere (Баллада о бомбере)[5]
- 2013:  Geunyeodeur-ui wanbyeokhan haru (그녀들의 완벽한 하루?),  Salam, New York![6][14]
- 2014:  Tin petaw (ටින් පැටව්),  Galileo (ガリレオ) seconda stagione[9][10]

#### Premio speciale della giuria
- 2006:  Sandal bolong untuk Hamdani,  Saeya saeya (새야 새야?),  White Walls (קירות לבנים‎)
- 2007:  Can
- 2009:  Taipei yi xiang (台北异想),  Zhizuijinmi (纸醉金迷)[1][2]
- 2010:  Yeh rishta kya kehlata hai (यह रिश्ता क्या कहलाता है)[3]
- 2013:  Yeh rishta kya kehlata hai (यह रिश्ता क्या कहलाता है)[6][14]
- 2015:  Lishi zhuanzhe zhong de Deng Xiaoping (历史转折中的邓小平),  Chuwai rensheng (出外人生),  Americké dopisy[13]
- 2016:  Journey,  Kara sevda

### Categorie individuali

#### Miglior attore
- 2006:  Michael Therriault per Prairie Giant
- 2007:  Takuya Kimura per Karei-naru ichizoku
- 2008:  Dvir Benedek per The Tutor
- 2009:  Akira Kume per The Shopping Trip[1][2][15][16]
- 2010:  Carl-Kristian Rundman per Helppo elämä[3]
- 2011:  Chen Jianbin per San Guo[4][17]
- 2012:  Jonas Nay per Homevideo[5]
- 2013:  Lee Moon-sik per Sang-gwon-i (상권이?)[6][14]
- 2014:  Edgar Selge per Ein blinder Held – Die Liebe des Otto Weidt[9][10]
- 2015:  Engin Akyürek per Kara para aşk[13]
- 2016:  Azat Seitmetov per Äke (Әке)

#### Miglior attrice
- 2006:  Lu Yuan per Shouwang xingfu
- 2007:  Helen Mirren per Prime Suspect: The Final Act
- 2008:  Pan Li-li per Ai cao (艾草)
- 2009:  Charlotte Frogner per Maria
- 2010:  Margôt Ros e Maike Meijer per Toren C
- 2011:  Na Moon-hee per Na-ya, halmeoni (나야, 할머니?)
- 2012:  Christine Neubauer per Hannas Entscheidung
- 2013:  Lucy Liu per Elementary
- 2014:  Kim Hee-ae per Milhoe (밀회?)
- 2015:  Simona Stašová per Sebemilenec
- 2016:  Samia Sassi per Ne m'abandonne pas

#### Miglior regista
- 2006:  Akihiko Ishimaru per Sekai no chūshin de, ai o sakebu
- 2007:  Takeuchi Hideki per Nodame Cantabile
- 2008:  Carlos Sedes e Manuel Palacios per Desaparecida
- 2009:  Duane Clark per XIII: The Conspiracy
- 2010:  Nick Copus per The Summit
- 2011:  Miguel Alexandre per Schicksalsjahre
- 2012:  Brian Kirk per Grandi speranze
- 2013:  Philipp Kadelbach per Generation War
- 2014:  Cecilie Mosli per Mammon
- 2016:  Susanne Bier per The Night Manager

#### Miglior sceneggiatore
- 2006:  Patrick Bucley per Retrato de familia
- 2007:  Frank Deasy per Prime Suspect: The Final Act
- 2008:  Gao Mantang e Sun Jianye per Chuang Guandong
- 2009:  Marc Didden per De Smaak van De Keyser
- 2010:  Craig Warner per The Last Days of Lehman Brothers
- 2011:  Albert Espinosa per Polseres vermelles
- 2012:  Sarah Phelps per Grandi speranze
- 2013:  Lars Lundström per Äkta människor
- 2014:  María Jaén per Descalç sobre la terra vermella
- 2016:  Eva Spreitzhofer per Kleine grosse Stimme

#### Miglior direttore della fotografia
- 2006:  Kim Seung-hwan per Haesin
- 2007:  Shi Luan per Woxinchangdan (卧薪尝胆)
- 2008:  Piotr Wojtowicz per Jutro idziemy do kina

#### Miglior direttore musicale
- 2006:  Taro Iwashiro per Kaikyō wo wataru violin
- 2007:  Takeuchi Hideki per Nodame Cantabile
- 2008:  Braam Du Toit e Ronelle Loots per Ella Blue

#### Miglior direttore artistico
- 2006:  Min Eon-ok per Gung
- 2007:  Lee Cheol-ho per Hwang Jin-yi
- 2008:  Huo Wan per Hero Without a Name

### Categorie dedicate alle produzioni sudcoreane

#### Gran premio
- 2010: Chuno (추노?)[3][18][19]

#### Drama coreano eccellente
- 2011: Mae-ri-neun oebakjung (매리는 외박중?)[4][20]
- 2012: Oktapbang wangseja (옥탑방 왕세자?)[5]
- 2013: Arang sattojeon (아랑사또전?)[7][14]
- 2014: Byeor-eseo on geudae (별에서 온 그대?)[9][10][21]
- 2015: Kill Me, Heal Me (킬미, 힐미?)[12][13]
- 2016: Tae-yang-ui hu-ye (태양의 후예?)
- 2017: Gureumi geurin dalbit (구르미 그린 달빛?)

#### Drama coreano eccezionale
- 2011: Seonggyun-gwan scandal (성균관 스캔들?)
- 2012: The King 2 Hearts (더킹 투하츠?)
- 2013: Yawang (야왕?)
- 2014: Sangsokjadeul (상속자들?)
- 2015: Joseon chongjab-i (조선 총잡이?), Pinocchio (피노키오?)
- 2016: Okjunghwa (옥중화?)
- 2017: W (더블유?), Doctors (닥터스?)

#### Attore coreano eccezionale
- 2010: Jang Hyuk per Chuno (추노?), Lee Byung-hun per Iris (아이리스?)
- 2011: Park Yoochun per Seonggyun-gwan scandal (성균관 스캔들?)
- 2012: Park Yoochun per Oktapbang wangseja (옥탑방 왕세자?)[22]
- 2013: Lee Joon-gi per Arang sattojeon (아랑사또전?)[23]
- 2014: Kim Soo-hyun per Byeor-eseo on geudae (별에서 온 그대?)
- 2015: Lee Joon-gi per Joseon chongjab-i (조선 총잡이?)
- 2016: Song Joong-ki per Tae-yang-ui hu-ye (태양의 후예?)
- 2017: Park Bo-gum per Gureumi geurin dalbit (구르미 그린 달빛?)

#### Attrice coreana eccezionale
- 2010: Go Hyun-jung per Seondeok yeo-wang (선덕여왕?), Han Hyo-joo per Channanhan yusan (찬란한 유산?)
- 2011: Moon Geun-young per Mae-ri-neun oebakjung (매리는 외박중?)
- 2012: Han Ji-min per Oktapbang wangseja (옥탑방 왕세자?)
- 2013: Bae Suzy per Guga-ui seo (구가의 서?)
- 2015: Hwang Jung-eum per Kill Me, Heal Me (킬미, 힐미?)
- 2016: Shin Min-a per Oh My Venus (오 마이 비너스?)
- 2017: Park Bo-young per Himssen-yeoja Do Bong-soon (힘쎈여자 도봉순?)

#### Regista coreano eccezionale
- 2010: Kwak Jung-hwan per Chuno (추노?)
- 2011: Shin Woo-chul per Secret Garden (시크릿 가든?)

#### Sceneggiatore coreano eccezionale
- 2010: Kim Young-hyun e Park Sang-yeon per Seondeok yeo-wang (선덕여왕?)
- 2011: Kim Eun-sook per Secret Garden (시크릿 가든?)

#### Colonna sonora coreana eccezionale
- 2011: Baek Ji-young per "That Woman" (Secret Garden)
- 2012: Kim Tae-yeon per "Missing You Like Crazy" (The King 2 Hearts)[24]
- 2013: Kim Jaejoong per "Living Like a Dream" (Dr. Jin)
- 2014: Lyn per "My Destiny" (Byeor-eseo on geudae)
- 2015: Kim Tae-yeon per "Love, That One Word" (Neohuideur-eun po-widwaetda)
- 2016: Gummy per "You Are My Everything" (Tae-yang-ui hu-ye)
- 2017: Ailee per "I Will Go to You Like the First Snow" (Sseulsseulhago challanhasin - Dokkaebi)

### Scelti dal pubblico

#### Serie straniera più popolare dell'anno
- 2009:  CSI - Scena del crimine (CSI: Crime Scene Investigation),  Doctor Who quarta stagione[1]
- 2010:  NCIS - Unità anticrimine (NCIS) settima stagione[17]
- 2011:  The Walking Dead[4]
- 2012:  Bubujingxin (步步驚心)[5]
- 2013:  Mistresses - Amanti (Mistresses)[6][14]
- 2014:  Sherlock terza stagione
- 2016:  Dramaworld

#### Drama popolare
- 2008:  Gae-wa neukdae-ui sigan (개와 늑대의 시간?)
- 2009:  Kkotboda namja (꽃보다 남자?)

#### Attore popolare
- 2008:  Lee Joon-gi per Gae-wa neukdae-ui sigan (개와 늑대의 시간?)
- 2009:  Kim Hyun-joong per Kkotboda namja (꽃보다 남자?)[25][26][27]
- 2010:  Lee Seung-gi per Channanhan yusan (찬란한 유산?)
- 2011:  Park Yoo-chun per Seonggyun-gwan scandal (성균관 스캔들?),  Ryūnosuke Kamiki per Kokoro no ito (心の糸),  Yu Xiaotong per Hongloumeng (紅樓夢)
- 2012:  Park Yoo-chun per Oktapbang wangseja (옥탑방 왕세자?),  Nicky Wu per  Bubujingxin (步步驚心)
- 2013:  Jung Yun-ho per Ya-wang (야왕?),  Nicky Wu per  Xingming shiye (刑名师爷),  Renn Kiriyama per Switch Girl!! (スイッチガール！！) seconda stagione
- 2014:  Kim Soo-hyun per Byeor-eseo on geudae (별에서 온 그대?)[28],  Joe Cheng per Ai de mi fang (愛的蜜方),  Hu Ge per Shenghuo qishi lu (生活启示录)[29]

#### Attrice popolare
- 2008:  Nam Sang-mi per Gae-wa neukdae-ui sigan (개와 늑대의 시간?)
- 2009:  Moon Geun-young per Baram-ui hwa-won (바람의 화원?)
- 2010:  Ruby Lin per  Meiren xinji (美人心計),  Charmaine Sheh per Gong xinji (宮心計)
- 2011:  Jian Manshu per Na nian, yu buting guo (那年，雨不停國),  Charmaine Sheh per Gongzhu jiadao (公主嫁到)
- 2012:  Aoi Miyazaki per Chōchō-san (蝶々さん),  Wang Dingzhu per Tamen zai biye de qian yitian baozha (他們在畢業的前一天爆炸)
- 2013:  Ya-chi Hsu per Are You Christine?

#### Premio nuova moda
- 2015:  Marco Polo,  Chosen terza stagione[13]

#### Gran premio stella dell'Asia
- 2015:  Joe Odagiri,  Wallace Chung,  Ariel Lin,  Chen Bolin

#### Premio stella dell'Asia
- 2015:  Hans Zhang,  Aaron Yan,  Ryūnosuke Kamiki
- 2016:  Anthony Wong,  Dennis Trillo,  Jasper Liu,  Rebecca Lim,  Mina Fujii,  Nha Phuong Tran

#### Premio popolarità Mango TV
- 2015:  Lee Min-ho,  Choo Ja-hyun,  The One

### Premi speciali
- 2008: Stella Hall of Fame a Choi Bool-am[30]
- 2009: Stella Hall of Fame a Choi Ji-woo[30][31]
- 2015: Premio del 10º anniversario per il successo hallyu a Lee Young-ae, Lee Byung-hoon, Lee Min-ho[13]
- 2015: Invito speciale a  Shinya Shokudō (深夜食堂) terza stagione[13]